# Stenvaktel
Stenvaktel (Ptilopachus petrosus) är en av endast två afrikanska fågelarter i familjen tofsvaktlar inom ordningen hönsfåglar.

## Utseende och läten
Stenvakteln är en liten (24-29 cm) och mörk hönsfågel med unika vanan att resa och sprida stjärten. Benen är dovt röda, en bar hudflik runt ögat likaså. På närmare håll syns bandade flanker och en gräddvit bukfläck. Stenvakteln spelar ett ihållande "weet-weet" i smågrupper, vissa i duett i gryning och skymning, under regnperioden dock dagen lång.

## Utbredning och systematik
Stenvaktel delas in i två till fyra underarter med följande utbredning:
- Ptilopachus petrosus petrosus – Senegal och Gambia till Kamerun
- Ptilopachus petrosus brehmi (inkluderas ofta i petrosus[3]) – södra Tchad till centrala Sudan
- Ptilopachus petrosus major – norra Etiopien
- Ptilopachus petrosus florentiae (inkluderas ofta i petrosus[3]) – södra Sudan och södra Etiopien till nordöstra Demokratiska republiken Kongo, norra Uganda och centrala Kenya

### Familjetillhörighet
Fram tills nyligen betraktades den tillhöra familjen fälthöns, men genetiska studier visar att den liksom iturivaktel (Ptilopachus nahani, tidigare i Francolinus) förvånande nog visar sig vara de enda afrikanska medlemmarna i den i övrigt amerikanska familjen tofsvaktlar.

## Levnadssätt
Stenvakteln hittas i torra och steniga sluttningar, utmed floder och i öppen skog, från 600 till 1500 mets höjd. Födan består av frön från gräs och örter, men även gröna blad, frukter, knoppar och olika insekter. Arten är stannfågel.

## Status och hot
Arten har ett stort utbredningsområde och en stor population med stabil utveckling som inte tros vara utsatt för något substantiellt hot. Utifrån dessa kriterier kategoriserar internationella naturvårdsunionen IUCN arten som livskraftig (LC). Världspopulationen har inte uppskattats men den beskrivs som lokalt vanlig till mycket vanlig.